# Yenigazi, Sarıkamış
Yenigazi là một xã thuộc huyện Sarıkamış, tỉnh Kars, Thổ Nhĩ Kỳ. Dân số thời điểm năm 2010 là 612 người.